# جيك جاربر
جيك جاربر (بالإنجليزية: Jake Garber)‏ هو فنان ماكياج أمريكي، ولد في 16 أبريل 1965 في سانت بول في الولايات المتحدة.

## وصلات خارجية
- جيك جاربر على موقع IMDb (الإنجليزية)
- جيك جاربر على موقع قاعدة بيانات الأفلام العربية
- جيك جاربر على موقع ألو سيني (الفرنسية)
- جيك جاربر على موقع أول موفي (الإنجليزية)
- جيك جاربر على موقع قاعدة بيانات الفيلم (الإنجليزية)
- جيك جاربر على موقع كينوبويسك (الروسية)